# Лютинка (річка, Словаччина)
Лютинка (словац. Ľutinka) — річка в Словаччині, ліва притока Ториси, протікає в округах Сабінов і Пряшів.
Довжина — 17.5-19.1 км. Витік знаходиться в масиві Чергівські гори — на висоті приблизно 950 метрів (схил гори Лиса біля хутора Амбрушовце). Протікає територією сіл Олейників; Лютина і Печовська Нова Вес
Впадає у Торису на висоті приблизно 345 метрів.
Притоки
- праві
  - безіменні
  - Ярабинчик
  - Токарень
  - Грашов
  - Драготин
  - Градський потік
  - Таборовий потік
- ліві
  - безіменні
  - Трепешський потік
  - Мартинівка
  - Яковянський потік